# Wygon (Kotlina Kłodzka)
Wygon – wzniesienie 425 m n.p.m. w południowo-zachodniej Polsce, w Sudetach Środkowych, w Kotlinie Kłodzkiej.

## Położenie
Wzniesienie położone w Sudetach Środkowych, we Wzgórzach Rogówki, we wschodnim krańcu Kotliny Kłodzkiej około 1,4 km na południowy zachód od centrum miejscowości Jaszkowa Górna.

## Charakterystyka
Wygon jest niewielkim wzniesieniem Wzgórz Rogówki, górującym od południowo-zachodniej strony nad miejscowością Jaszkowa Górna. Wyrasta na końcowym fragmencie ciągnącego się południkowo niewielkiego grzbietu Wzgórz Rogówki, na jego zachodnim krańcu. Wznosi w kształcie wyraźnie ukształtowanej kopuły z łagodnymi zboczami, w niewielkiej odległości od bliźniaczego wzniesienia Szubieniczna, położonego po wschodniej stronie, od którego oddzielona jest niewielkim siodłem. Podłoże wzniesienia zbudowane jest z granitoidów masywu kłodzko-złotostockiego, głównie z granodiorytów amfibolowych. Szczyt i zbocza wzniesienia pokrywa warstwa młodszych osadów z okresu zlodowaceń plejstoceńskich, powstałych w chłodnym, peryglacjalnym klimacie. Szczyt wzniesienia oraz w znikomej części zbocza pokryte są lasem mieszanym. Pozostałą część zboczy zajmują pola uprawne i łąki. Położenie wzniesienia, kształt i wyraźna część szczytowa, czynią wzniesienie rozpoznawalnym w terenie.

## Turystyka
Na szczyt nie prowadzi żaden szlak turystyczny.